# Persuasão (1995)
Persuasion (prt/bra: Persuasão) é um telefilme britânico de 1995, do gênero drama romântico, dirigido pelo britânico Roger Michell para a BBC, com roteiro de Nick Dear baseado no romance Persuasion, de Jane Austen.

## Elenco
- Amanda Root - Anne Elliot
- Ciarán Hinds - Capitão Frederick Wentworth
- Susan Fleetwood - Lady Russell
- Corin Redgrave - Sir Walter Elliot
- Fiona Shaw - Sra. Croft
- John Woodvine - Admiral Croft
- Phoebe Nicholls - Elizabeth Elliot
- Samuel West - Sr. Elliot
- Sophie Thompson - Mary Musgrove
- Judy Cornwell - Sra. Musgrove
- Simon Russell Beale - Charles Musgrove
- Felicity Dean - Sra. Clay
- Roger Hammond - Sr. Musgrove
- Emma Roberts - Louisa Musgrove
- Victoria Hamilton - Henrietta Musgrove
- Robert Glenister - Capitão Harville
- Richard McCabe - Capitão Benwick
- Helen Schlesinger - Sra. Smith
- Jane Wood - Nurse Rooke
- David Collings - Sr. Shepherd
- Darlene Johnson - Lady Dalrymple
- Cinnamon Faye - Miss Carteret
- Isaac Maxwell-Hunt - Henry Hayter
- Roger Llewellyn - Sir Henry Willoughby
- Sally George - Sra. Harville